# فلورا کادار
فلورا کادار (مجاری: Kádár Flóra؛ زادهٔ ۴ اوت ۱۹۲۸ - ۳ ژانویه ۲۰۰۳) یک هنرپیشه اهل مجارستان یود.
از فیلم‌ها یا برنامه‌های تلویزیونی که وی در آن نقش داشته است می‌توان به مسمر، همه می‌میرند، نور سفید اشاره کرد.

## فیلم‌شناسی
| سال  | عنوان                                        | نقش                     |
| ---- | -------------------------------------------- | ----------------------- |
| ۱۹۵۶ | (Merry-Go-Round)                             | A friend of Mari Pataki |
| ۱۹۷۰ | (Lovefilm)                                   |                         |
| ۱۹۷۵ | فرزندخواندگی (Adoption)                      | Erzsi, Jóska's wife     |
| ۱۹۷۵ | خانم دری کجا هستی؟ (Mrs. Dery Where Are You) | Nanny                   |
| ۱۹۸۳ | (The Revolt of Job)                          |                         |
| ۱۹۸۵ | سرهنگ ردل (Colonel Redl)                     | Redl's sister           |
| ۱۹۹۳ | ژول مگره (Maigret (1992 TV series))          | Nursemaid               |
| ۱۹۹۳ | (We Never Die)                               |                         |
| ۱۹۹۴ | مسمر (Mesmer)                                |                         |
| ۱۹۹۵ | همه می‌میرند (All Men Are Mortal)             | Old Woman               |
| ۱۹۹۹ | نور سفید (Sunshine)                          | Mrs. Hackl              |